# Arthisma
Arthisma is een geslacht van vlinders van de familie spinneruilen (Erebidae), uit de onderfamilie Catocalinae.

## Soorten
- A. pectinata Wileman & West, 1929
- A. rectilinea Roepke, 1948
- A. scissuralis Moore, 1883